# Václav Skalník
Václav Skalník (29. června 1776 Praha – 7. října 1861 Mariánské Lázně) byl český umělecký zahradník, botanik a představený Mariánských Lázní. Narodil se do rodiny uměleckých zahradníků. Studoval v Anglii, ve Francii a ve Vídni. Po návratu začal pracovat na hořínském zámku pro hraběte Antona Isidora Lobkovice, ale podílel se na parkových úpravách také v Bílině. Jeho práce znal i opat tepelského kláštera Karel Kašpar Reitenberger, který plánoval zvelebit Mariánské Lázně. Vyjednal si proto u hraběte Lobkovice, aby se Skalník směl na úpravách lázní podílet.
Se soustavnou prací v Mariánských Lázních začal Skalník roku 1818. Vypracoval plán terénních a sadových úprav, v jehož centru se nacházel park, kolem kterého pak komponoval zástavbu. Obdiv k jeho zdejším úpravám vyjadřoval například Johann Wolfgang von Goethe. Posléze si Skalník v Mariánských Lázních zakoupil parcelu a nechal na ní postavit dům. Když pak zvažoval odchod od Lobkoviců, přesídlil i vlivem Reitenbergerova naléhání do Mariánských Lázní. V nich se stal roku 1824 představeným obce a tuto funkci zastával 19 let, nejdéle ze všech jejích představitelů. Během té doby se podílel na vzniku Veřejné lázeňské nemocnice, díky které mohli lázeňské léčení absolvovat i lidé méně majetní. Za jeho působení se lázeňské sídlo napojilo na síť císařských silnic a město navštívily osobnosti tehdejšího politického či kulturního života.
Vedle prací v Mariánských Lázních realizoval Skalník úpravu parku v Karlových Varech, kde založil tamní nejstarší sady. Věnoval se též mapování a vykreslování podob květeny, která v okolí Mariánských Lázní rostla. Jím vytvořené skici nalezených rostlin se staly součástí geografické publikace popisující krajinu v okolí lázeňského sídla. Než pak Skalník zemřel, předal péči o parky v Mariánských Lázních svému synovi Karlovi.
Na Skalníka upomínají jak názvy několika mariánskolázeňských veřejných prostranství, tak upravená rodinná hrobka či dva pomníky situované v centrální části tohoto města. Skalníkovo jméno nese také jím vytvořený sad v Karlových Varech.

## Život

### Mládí a prvotní realizace

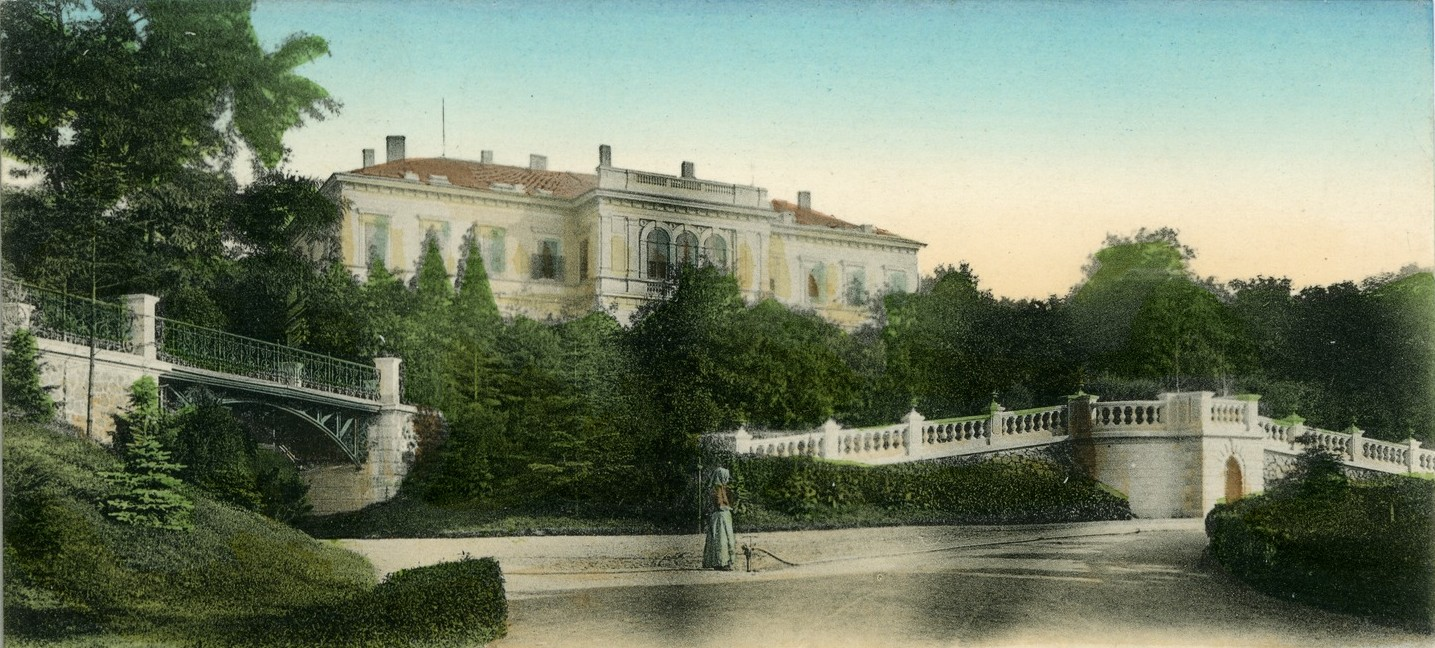
K prvním Skalníkovým dílům patřila úprava parků v Bílině

Skalník se narodil do rodiny hořínských uměleckých zahradníků, manželům Antonínovi a Rozálii Skalníkovým. Hned následující den po narození (30. června 1776) jej nechali rodiče v pražském malostranském kostele svatého Mikuláše od kaplana P. Václava Rottenberga pokřtít. Při tomto obřadu získal druhé křestní jméno Adalbert (česky Vojtěch). Otec Antonín působil v oboru uměleckého zahradnictví u Lobkoviců. A stejně tak Václavův starší bratr Antonín pracoval v Praze pro členy tohoto šlechtického rodu, nejprve pro Antona Isidora Lobkovice a následně i jeho syna Augusta Longina. Pro své znalosti oboru byl bratr Antonín ceněn, za působení Augusta Longina založil ve dvacátých letech 19. století v pražské Lobkovické zahradě první alpinum v Čechách.
Václav Skalník již od mládí pronikal do zahradnického oboru. Ve věku šestnácti let (1792) nastoupil do učení u Christiana Kühnla, jenž byl uměleckým zahradníkem u Šporků. Výuční list dostal 18. listopadu 1795. Následně, v devatenácti letech (1795), odešel na zkušenou do Anglie, kde se seznamoval s tehdy začínajícími anglickými přírodními parky, a pak se vzdělával ve Francii, kde se jednak naučil tamní jazyk, ale také poznával místní postupy při navrhování zahrad a parků. Pracoval i ve Vídni, ve které se nacházely nejkrásnější parky v celém Rakousku. Z Vídně se přesunul do Mostu nad Litavou, kde pracoval v zahradách patřících hraběcímu rodu Harrachů. Zde se seznámil se svojí budoucí manželkou, Teresií Mayerovou, dcerou místního řezbáře, se kterou se 18. ledna 1801 oženil.
Po svatbě se vrátil i s manželkou zpět do Čech a začal pracovat pro hraběte Antonína Isidora Lobkovice na hořínském zámku. Tady se Skalníkovým 3. listopadu 1802 narodil syn Karel, jehož o čtyři roky později – 15. listopadu 1806 – následoval František. V letech 1806 až 1811 pracoval na úpravách někdejšího francouzského parku kolem hořínského zámku, který roku 1784 poškodila povodeň. Při jeho úpravách na park anglický nevěnoval Skalník pozornost pouze desetihektarovému parku, ale zaměřoval se také na jeho vazbu na okolní krajinu. Ve svých třiceti letech (1806) se Skalník řadil mezi uznávané dendrology a botaniky. Stal se členem řezenské Botanické společnosti a hrabě Kašpar Šternberk jej pozval na odbornou konferenci konanou roku 1814 na jeho zámku v Březině. I Lobkovic poznal Skalníkovy vlohy pro návrhy zahrad a umožnil mu, v rámci rozvoje jeho dovedností, podílet se na parkových úpravách u sídel dalších šlechtických rodů. Ke Skalníkovým prvotním dílům patřila úprava parků v Bílině, jejíž lázně vlastnili Lobkovicové.

### Začátek spolupráce stepelským klášterem

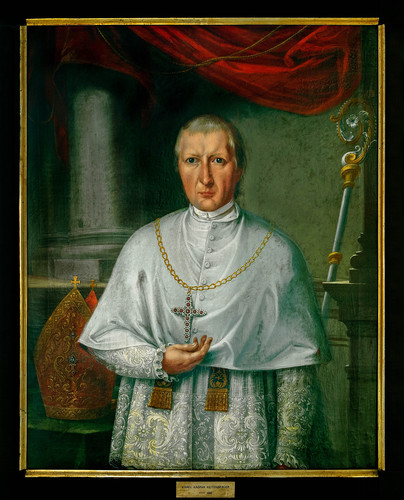
Skalníka do lázní přilákal opat Reitenberger

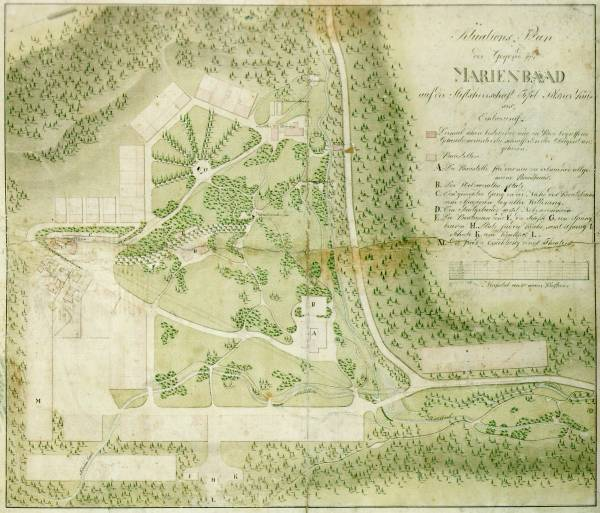
Situační plán úprav mariánskolázeňského parku

Skalníkovy práce znal také Karel Kašpar Reitenberger, jenž byl od roku 1813 opatem tepelského kláštera, pod nějž oblast Mariánských Lázní patřila. Ty v tu dobu měly podobu několika dřevěných srubových staveb vybudovaných kolem léčivého pramene a jezírka s výrony oxidu uhličitého. Okolní krajina, jak uváděla zpráva zakladatele lázní MUDr. Jana Josefa Nehra z roku 1779, obsahovala mnoho bažin a skalisek, které podle lékaře a mariánskolázeňského historika Dr. Adalberta Eduarda Danzera omezovaly vycházky lázeňských hostů. Aby se mohlo místo rozvíjet, bylo nutné lázně i jejich okolí zvelebit, neboť na příjemném prostředí pro pacienty dle představitelů města závisel úspěch zdejších lázní. K prvním Reitenbergerovým úpravám již v roce jeho zvolení opatem patřilo budování dvou alejí, mezi něž umístil malou oplocenou zahradu vybavenou lavičkami. Pro další úpravy ale již hledal zahradního architekta. Opat měl totiž vizi vybudovat pro klášter nejkrásnější lázně světa. Když se roku 1817 hrabě Lobkovic léčil v Mariánských Lázních, oslovil ho opat se žádostí, zda by mu při budování lázní pomohl. Lobkovic souhlasil a poskytl představenému tepelského kláštera svého uměleckého zahradníka Skalníka a navíc přislíbil i povýšení města na veřejné léčebné místo. Ještě téhož roku se Skalník vydal do lázní, aby se seznámil s tamními podmínkami. Krátce po příjezdu a poznání lokality stanovil, aby se v okolí pramenů vysadila zeleň. Druhá část Lobkovicova příslibu ovšem byla náročnější. František Antonín hrabě Kolovrat-Libštejnský, nejvyšší purkrabí země České, který o povýšení lázní rozhodoval, z vlastní zkušenosti místo znal a nevěřil, že by se dalo zvelebit. Své rozhodnutí odkládal více než rok. Oblomil ho až přislib hraběte Lobkovice, že potřebné úpravy bude plánovat a provádět Václav Skalník. Dekret nakonec purkrabí vydal 6. listopadu 1818. Ještě téhož roku zpracoval Skalník plán terénních a sadových úprav, z něhož vycházel následující rok pražským Zemským stavebním ředitelstvím vytvořený zastavovací plán. Jeho základem je kompozičně výjimečný systém zástavby kolem rozsáhlé plochy centrálního parku. Podle schváleného plánu pak architekt Jiří Fischer a stavitel Antonín Turner umisťovali jednotlivé lázeňské stavby do plánovaných sadových úprav.
Dlouhodobou a soustavnou práci v Mariánských Lázních zahájil Skalník roku 1818, kdy započal s odvodňováním bažin, budováním cest a výsadbou zeleně. To vše dle svých plánů, které si nechal téhož roku schválit od představitelů tepelského kláštera. Do středu města v návrhu naplánoval na plochu o rozloze 18 hektarů anglický park, terén dále výškově rozdělil do stupňů a v centrální části svého projektu navrhl rozsáhlou kolonádu. Realizaci svých představ Skalník řídil ze svého hořínského bydliště a do Mariánských Lázní pouze dojížděl. Při realizacích Skalníkova plánu dělníci nejenže naráželi na skály, které jejich práci zpomalovaly, ale překonávat museli také bažiny či povrchové a podzemní vody. Navíc všechny přesuny zeminy se prováděly bez jakékoliv mechanizace a realizované úpravy také značně měnily dosavadní podobu sídla. Jeho návštěvníci, jež v té době v lázních pobývali, nesměli býti rušeni pohledem na staveniště. Proto Skalník při úpravách využíval rychle rostoucích keřů a stromů, především topolů, aby zakryl pohled na přestavované části a aby co možná nejdříve zajistil požadovaného vzhledu i potřebného zastínění po vykácení původního porostu.
V roce 1819 zemřel Antonín Isidor Lobkovic a správu nad rodovými majetky převzal jeho syn August. Ten ovšem z důvodu pracovních povinností často pobýval mimo ně a nebyl ani takovým znalcem umění jako jeho otec. Skalník měl kvůli tomu obavy, že ve službách Lobkoviců nadále nebude moci plně rozvíjet své zahradnické umění, a poohlížel se po místě jinde. Oslovil proto vídeňskou botanickou zahradu, zda by pro ni mohl pracovat na pozici vrchního zahradníka. Prezident Musea Království Českého Kašpar Maria Šternberk, s nímž se znal z dřívějších společných účastí na odborných konferencích, napsal Skalníkovi v listopadu 1819 doporučující dopis, v němž jej označil za „schopného a šťastného pěstitele“. Když se o Skalníkových úmyslech na opuštění místa u Lobkoviců dozvěděl tepelský opat Reitenberger, snažil se Skalníka získat pro službu v Mariánských Lázních. Doporučoval mu, aby si v Mariánských Lázních postavil dům, přesídlil sem a naplno začal organizovat přeměnu města. Navíc 8. srpna 1820 poslal Skalníkovi dopis, který obsahoval návrh smlouvy vzájemné spolupráce, a současně ho v něm ujistil, že je vše s jeho dosavadním zaměstnavatelem, rodinou Lobkoviců, dohodnuto. To ovšem nebyla pravda a Lobkovic se nechtěl vzdát služeb svého nadaného a slavného zahradníka. Jenže výstavba Mariánských Lázní již vyžadovala trvalou Skalníkovu přítomnost, jeho dovednosti totiž nedokázal nikdo nahradit. Proto opat i jeho blízký spolupracovník páter Vendelín Gradl psali Skalníkovi dopisy, v nichž na něho naléhali, aby svůj příjezd do lázní co možná nejvíce urychlil. Skalník však své rozhodnutí odkládal, protože pociťoval zájem Lobkoviců, aby zůstal v jejich službách.
Roku 1820 se poprvé do Mariánských Lázní přijel léčit Johann Wolfgang Goethe, německý básník a autor úprav sadů ve Výmaru na anglický park. Jakmile se Goethe 28. dubna toho roku poprvé se Skalníkem setkal a seznámil se s jeho plány na úpravu lokality, velmi se mu zamlouvaly a ve svých dopisech, které odsud psal, Skalníka několikrát chválil. Když roku 1821 začal Skalník připravovat zbudování terasy u hlavní mariánskolázeňské kolonády, nechtěl mu opat Reitenberger vydat svolení k zahájení prací, neboť se zde nacházela bažina. Skalník se proto obrátil na Goetheho, s nímž se postupně spřátelil, se žádostí o podporu. To opata obměkčilo a stavbu terasy povolil. Zbudovat kolonádu stihl Skalník ještě během téhož roku (1821). Osázel ji čtyřmi řadami topolů, aby tyto rychle rostoucí stromy vytvořily klid a stín pro korzující pacienty. Z místa se pak stalo společenské centrum lázní.

### Přesídlení do Mariánských Lázní

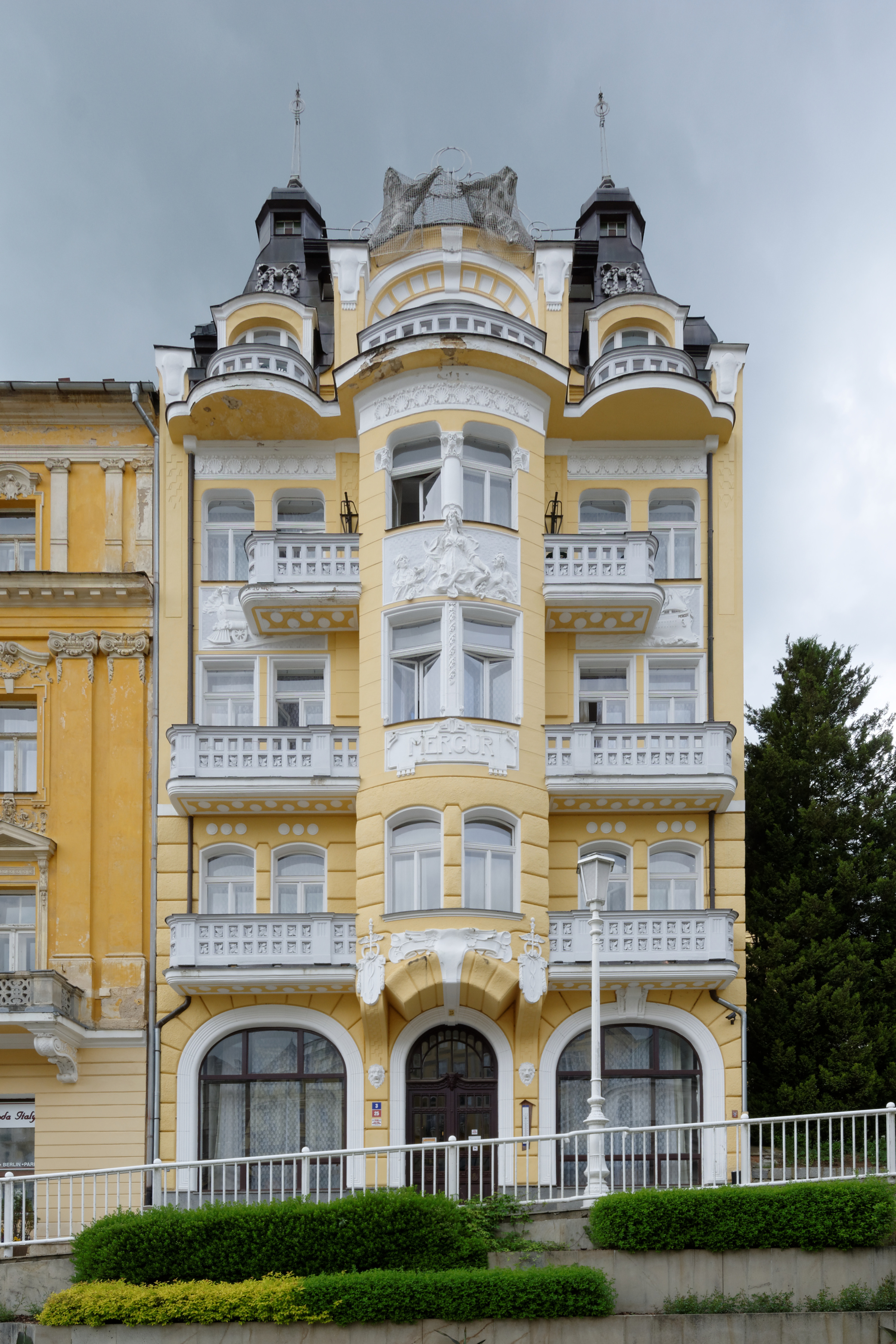
Podoba Skalníkova domu v roce 2016

Na podzim, 10. října 1821, si od Jana Adama Braunera za 200 zlatých zakoupil v Mariánských Lázních stavební parcelu. Pozemek se nacházel v blízkosti Křížového pramene a dříve na něm stála jedna z nejstarších místních chalup, zvaná Fischerova. Když jej ale Skalník kupoval, byla již chalupa přestěhovaná. Na uprázdněné parcele si mezi roky 1822 a 1823 nechal postavit dům číslo popisné 25 nazvaný Strauss. Ve svahu za domem si Skalník ještě založil vlastní zásobní zahradu. Smlouva o koupi pozemku ale byla podepsána tepelským klášterem, jakožto zdejší vrchností, až 23. dubna 1823, kdy se Skalník rozhodl do Mariánských Lázní přesídlit natrvalo.
V závěru roku 1823 se začal Skalník plně věnovat Mariánským Lázním. Jeho původního zaměstnavatele, knížete Augusta Lobkovice, o tom zpravil opat Reitenberger. Kníže měl pochopení, že se Skalník věnuje práci jinde, neboť již podle šlechtice neměl takové uplatnění jako míval u jeho otce. Jen ho mrzelo, že pokud Skalník pociťoval nějaké obtíže, měl si to s knížetem nejprve vyříkat či mu napsat dopis, a ne dát rovnou výpověď. Skalník proto oslovil svého přítele Goetheho a požádal ho, zda by mu pomohl s vyjednáváním propuštění z Lobkovicových služeb. Goethe souhlasil a Skalníkovo uvolnění vyjednal.

### Včele Mariánských Lázní
Když se Skalník přestěhoval do Mariánských Lázní, jmenoval ho roku 1824 tepelský klášter představeným obce (purkmistrem neboli starostou). Stal se tak posledním v tomto úřadu, jehož jmenoval tepelský klášter. S ohledem na Skalníkovy schopnosti mu byly postupně přidělovány ještě další funkce. K červnu 1826 zastával vedle představeného obce také úlohy vedoucího místního stavebního úřadu, kulturního úřadu, finančního a chudinsko-sociálního úřadu, dále působil na pozici zatímního inspektora pramenů, dozoroval provoz lázní a pečoval o zasílání minerálních vod. S řízením obce mu pomáhal místní lékárník Karl Brem. Skalník se tak podílel na vybudování, jak uvádí Ladislav Kochánek ve své sbírce 1000 českých nej… a ještě něco navíc, nejkrásnějšího zahradního města.

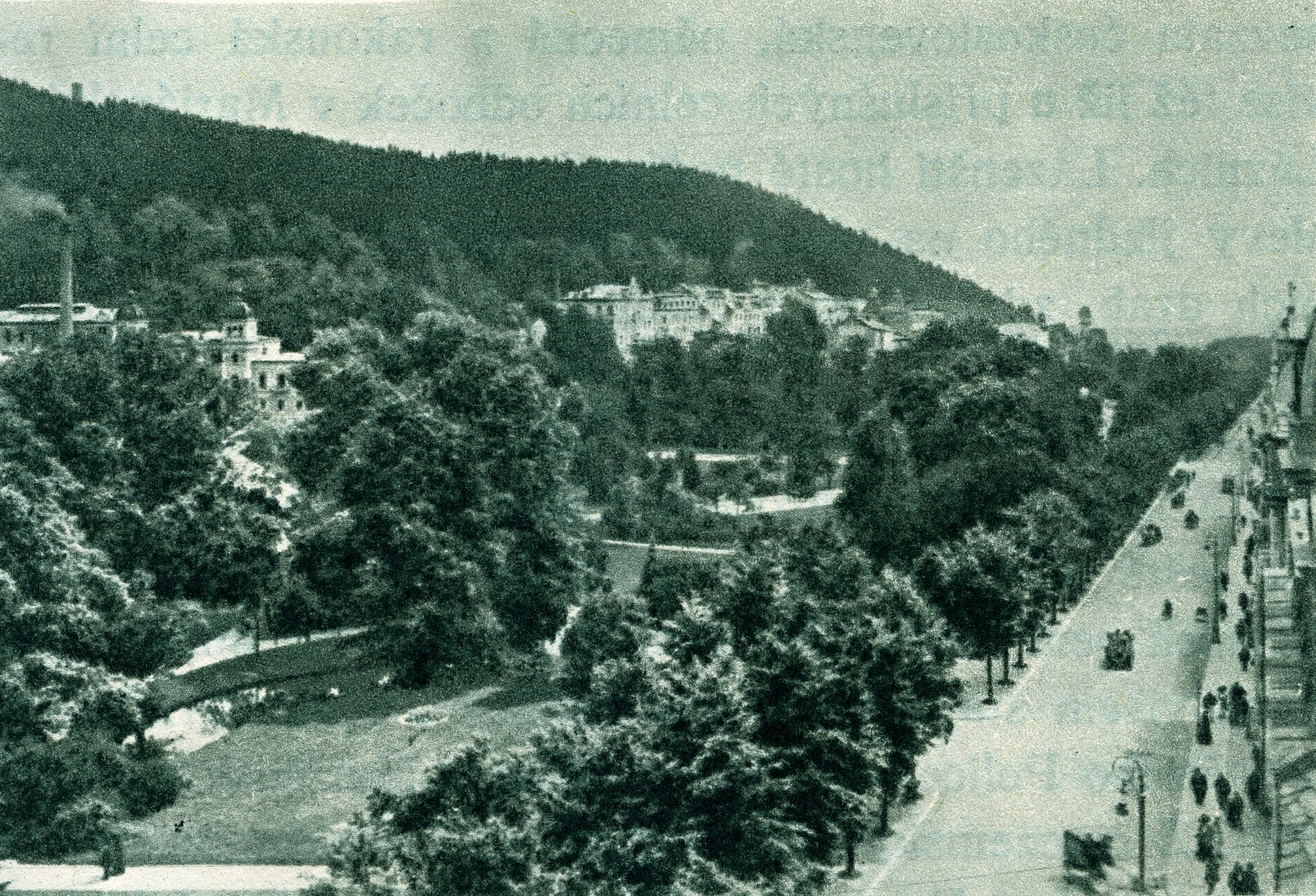
Centrální mariánskolázeňský park (1927)

Na úpravu lázní opat Reitenberger vynakládal veškeré příjmy svého kláštera. Finanční náročnost přestavby lázní si navíc v klášteře vyžádala zavedení úsporných opatření, což se nezamlouvalo některým zdejším spolubratrům. Začali proto opata obviňovat, že majetek kláštera utratí za úpravy bažin. Opat ale trval na svém a v pracích pokračoval. Oponenti tak začali na opata donášet k císařskému dvoru ve Vídni. Když se pak jednou Reitenberger nelichotivě vyjádřil o císařovně Karolíně Augustě Bavorské, musel z příkazu jejího manžela – císaře Františka I. – roku 1827, po 14 letech, co byl jeho opatem, klášter opustit a odejít do Tyrolska. Tam až do své smrti (1860) marně čekal, než se mu dostane zadostiučinění.
Při odchodu opata Reitenbergera z tepelského kláštera byl také Skalník nařčen, že plánoval odtržení Mariánských Lázní od kláštera, avšak vzhledem k tomu, že tehdy byla jeho osoba pro rozvoj města nepostradatelná, nikam neodešel a naopak dál pečoval o lázeňské sídlo. Roku 1825 zde vznikla Veřejná lázeňská nemocnice, díky níž lázeňské kúry mohli absolvovat i ti, kteří na ně neměli finanční prostředky. Pacienti sem byli přijímáni bez ohledu na svou národnost či náboženské vyznání. Roku 1850 se zde například léčil Jan Thomayer pocházející z Trhanova, obce na Chodsku, který tam působil zřejmě jako zámecký zahradník a byl otcem zahradního architekta Františka Thomayera a jeho bratra lékaře Josefa Thomayera.
Během období, kdy Skalník zastával funkci v čele obce, byla v Mariánských Lázních roku 1818 zbudována klasicistní kolonáda Křížového pramene a ve stejném slohu také Zřídelní sál (1827). Skalník navíc pokračoval v úpravách podoby města. Povedlo se mu spojit jeho centrum s okolní krajinou tak dokonale, že není patrné, kde je konec parku a kde začátek volné přírody. Postupně z původně bažin v pustém údolí vytvořil sadové město, které během Skalníkova působení navštívily osobnosti kultury té doby. Patřil mezi ně nejen Goethe, jenž zde potkal mladou baronesu Ulriku von Levetzow, do níž se zamiloval, ale také například Napoleon III. (1824) či Ferdinand I. Dobrotivý (1835), který pobýval v Kynžvartském domě vybudovaném hrabětem Metternichem. V roce 1836 lázně navštívil i klavírista Fryderyk Chopin. Počátkem třicátých let 19. století získaly lázně napojení na císařské silnice, což podpořilo rozvoj místa. Významnou se stala spojka do Velké Hleďsebe a do Hamrníků, díky čemuž dvorní kočáry na trase z Prahy do Chebu jezdily přes Mariánské Lázně.
Vedle zvelebování lázní se Skalník věnoval i místní květeně. Spolu s Karlem Heidlerem, dr. Duchlem z Prahy a dr. Kunzem z Lipska mapoval a určoval zdejší flóru, a to především tu, jež rostla v tamních rašeliništích. S ohledem na kvalitu Skalníkova vykreslení jednotlivých druhů nalezených rostlin mohli poté rytci Jan Berka a Jiří Döbler připravit ilustrace publikací připravovaných Karlem Heidlerem spolu s Fr. Richterem, jež se věnovaly Mariánským Lázním.
Roku 1830 byl Skalník pozván do Karlových Varů, kde měl vybudovat park v okolí Nového a Tereziina pramene, u kterého stál kamenný „templ“, jehož autorem byl německý architekt Josef Esch. Lokalita měla podobu příkré skalní stráně. Na parku Skalník pracoval od 23. září 1830 do 15. května 1831. Vysadil zde například čtyři druhy javorů, dále jírovce červené, višně, mišpule či čilimník spolu s barvínkem, dřišťálem, tavolníkem a šeříkem. Zasadil také 210 růží a v průběhu jara i topoly. V parku bylo zbudováno rovněž jezírko s vodotryskem. Tím vznikly nejstarší karlovarské sady. Mezi roky 1871 a 1878 ale byla dolní část Skalníkova parku zabrána Kamennou kolonádou u Mlýnského pramene vybudovanou podle návrhu Josefa Zítka.
Dne 30. března 1843 se opatem tepelského kláštera stal Marian Josef Heinl. Ten Mariánským Lázním udělil právo volby svého představitele. Prvním zvoleným se toho roku stal Josef Dionys Halbmayr, čímž skončilo devatenáctileté Skalníkovo působení v této funkci. Nikdo jiný neřídil Mariánské Lázně déle než Skalník.

### Závěr života

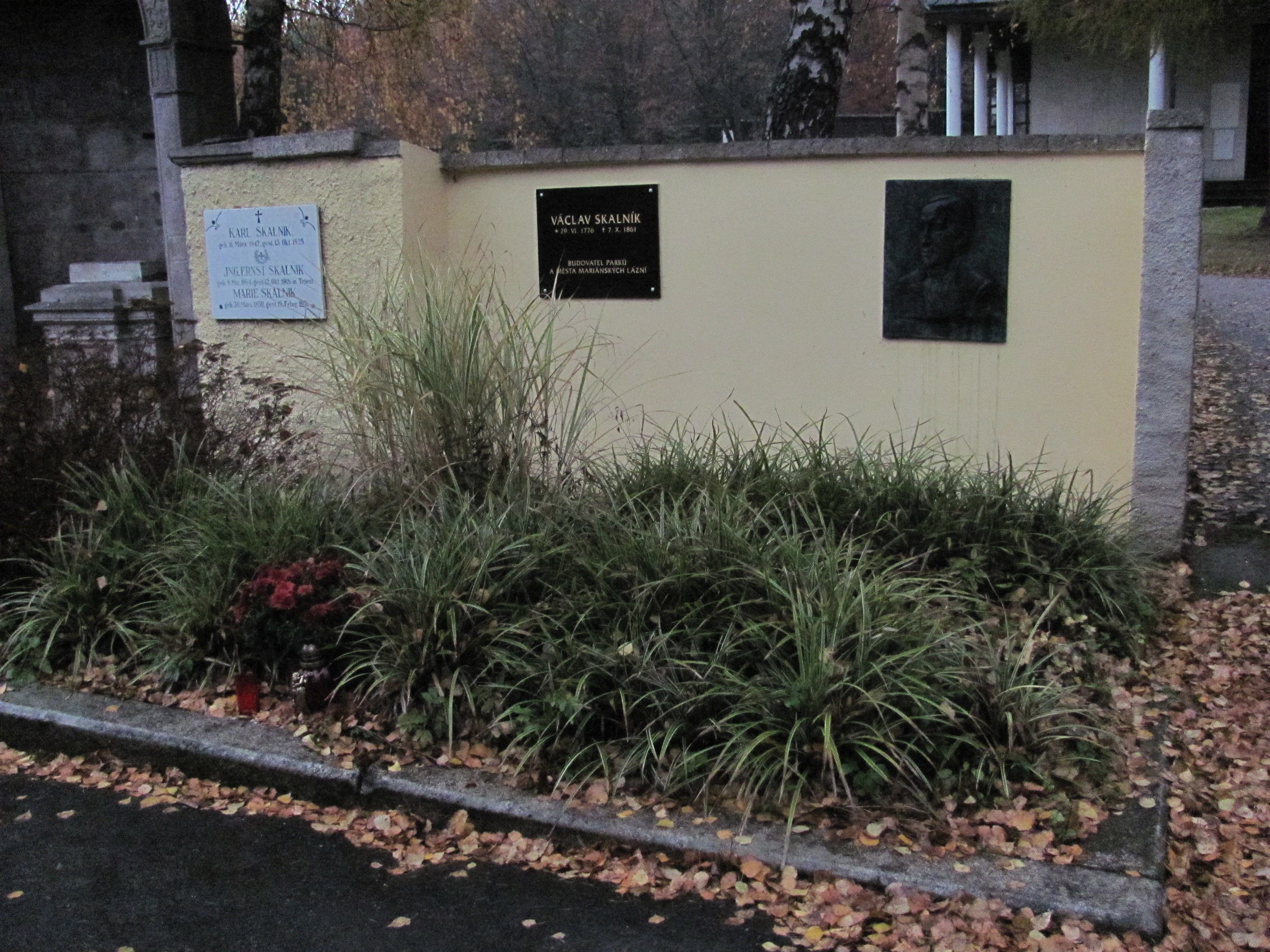
Skalníkův hrob na mariánskolázeňském hřbitově

Po zbytek svého života se věnoval mariánskolázeňským parkům a péči o ně. Tuto činnost však postupně převáděl na svého syna Karla a ten zas posléze na své dva syny Karla a Alberta. Spolupracoval též s Janem Evangelistou Purkyněm na přeměně francouzské zahrady u Thurn-Taxisovského zámku Loučeň na anglický park. Václav Skalník zemřel 7. října 1861 v Mariánských Lázních ve věku 85 let. Poslední pomazání obdržel 24. září 1861 od pozdějšího opata tepelského kláštera Alfréda Clementsa. Při pohřbu, který se konal 9. října 1861, bylo Skalníkovo tělo uloženo do rodinné hrobky, nacházející se podél severní ohradní zdi mariánskolázeňského hřbitova. Noviny Bohemia uveřejnily roku 1861 nekrolog sepsaný dr. Danzerem, který v něm obdivuje Skalníka, že „…z divokého údolí pramenů vytvořil nádherný park“. Další nekrology vyšly také v zahraničních periodikách. Vedle Goetheho oceňoval Skalníka například i Ludwig Zschock.

## Památky

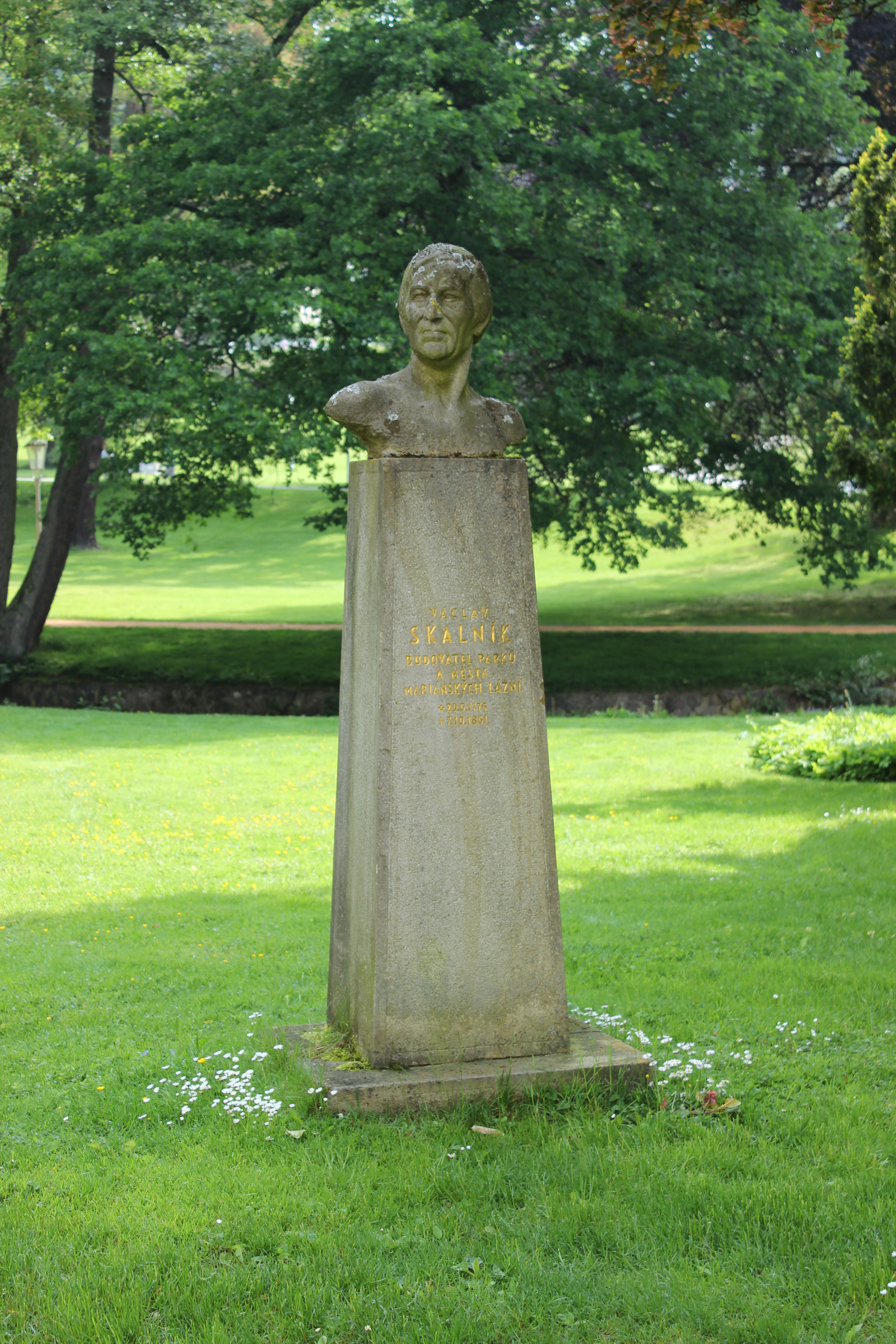
Pomník ve Skalníkových sadech

Po Skalníkově úmrtí nebyl v Mariánských Lázních vybudován žádný pomník, jenž by ho připomínal. Až více než dvacet let po jeho úmrtí pronesl vrchní mariánskolázeňský učitel Johann Schlesinger na zasedání místní městské rady dne 2. prosince 1882 projev, v němž uvedl, že ve městě stojí pomníky Jana Nehra, Karla Kašpara Reitenbergera a Karla Heidlera, ovšem na Skalníka neupomíná žádný. Navrhoval proto, aby na domě, v němž Skalník bydlíval, byla osazena pamětní deska. Nápad městská rada přijala a na domě se deska roku 1883 objevila. Ovšem po rekonstrukci objektu ji jeho nový majitel roku 1905 odstranil.
Když skončila první světová válka, dostaly tři mariánskolázeňské ulice pojmenování po někdejších představitelích obce, a to po Františku Josefu Seidlovi (Seidlgasse), Wenzelu Lippertovi (Lippertstrasse) a Václavu Skalníkovi (Skalnikstrasse). Po druhé světové válce roku 1945 ovšem byly všechny tyto názvy zrušeny. Skalníkova ulice dostala nové jméno U Pily.

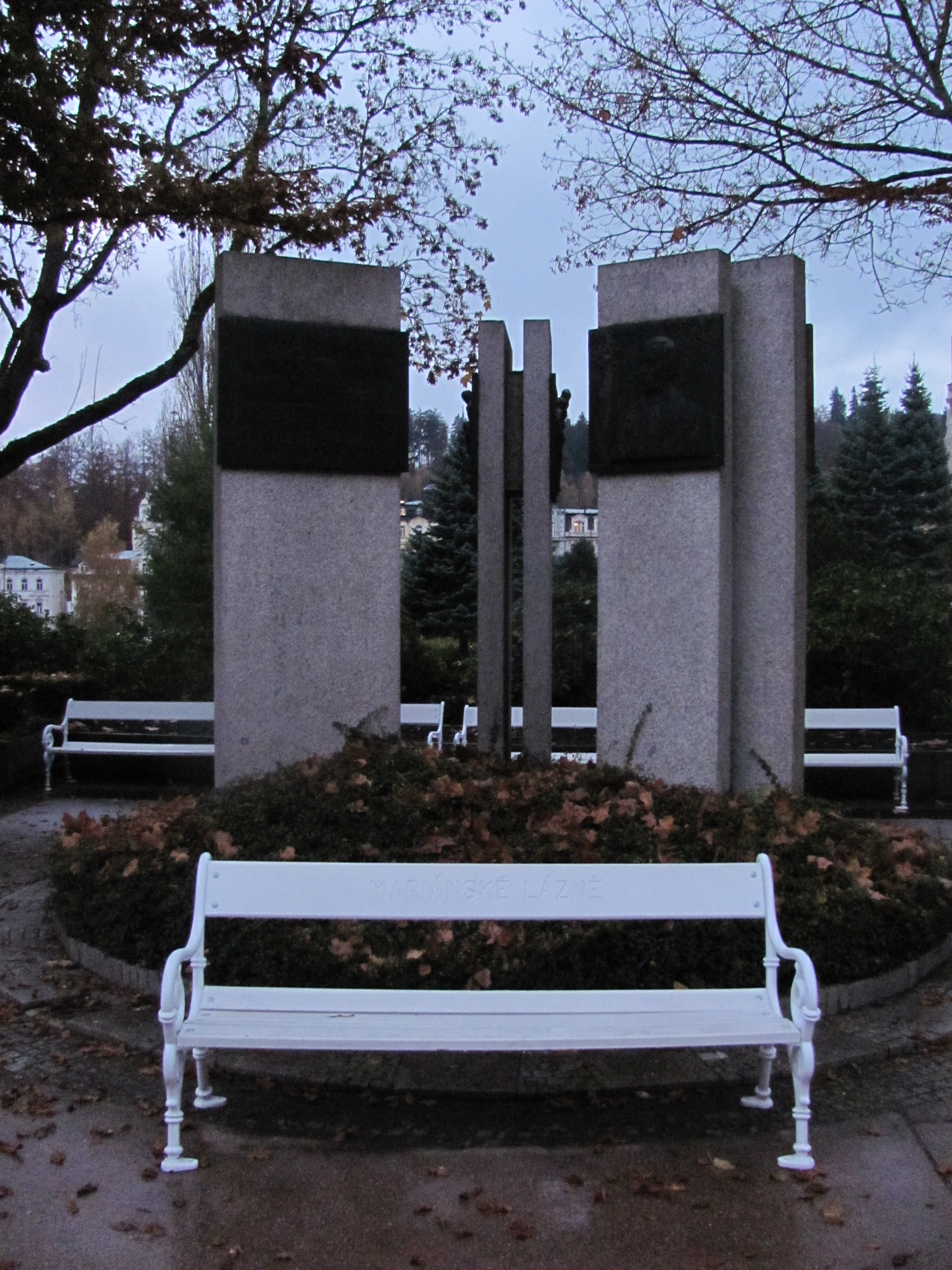
Celkový pohled na Eiblův pomník z roku 1981

Roku 1956 nechal městský národní výbor upravit Skalníkovu rodinnou hrobku a doplnil na ni plaketu se Skalníkovým poprsím, jejímž autorem je pražský sochař Břetislav Benda. Na hrobce je uveden text: „Václav Skalník – budovatel města a parků Mariánských Lázní“. V akademickém roce 2002/2003 proběhla na Zahradnické fakultě Mendelovy univerzity v Brně soutěž na zvelebení Skalníkova náhrobku. Za vítězný návrh vybrala porota, mezi jejíž členy patřil například místostarosta města Mariánské Lázně Pavel Poc, dílo Kláry Zahradníčkové.
V centrální části Mariánských Lázní se nachází park, jenž Skalník založil. Před druhou světovou válkou se jmenoval Central-Park (tedy „Ústřední park“), ale roku 1960 byl přejmenován na „Sady Boleslawa Bieruta“, a to na počest někdejšího socialistického polského prezidenta Bolesława Bieruta. Po sametové revoluci pak došlo k další změně názvu a lokalita se od té doby jmenuje „Skalníkovy sady“. Roku 2011 se v anketě hledající nejhezčí park na území České republiky umístil na druhém místě. V den 101. výročí Skalníkova úmrtí, to jest 7. října 1962, byla v sadech za účasti jeho potomků, například pravnuka profesora Maxe Wenkeho, u kolonády poblíž Reitenbergerova pomníku odhalena pískovcová busta, kterou vytvořil sochař Josef Bezděk z Karlových Varů. Posléze však došlo k přesunu sochy k Hlavní třídě. Ve Skalníkových sadech se také nachází památník vytvořený roku 1981 místním sochařem Vítězslavem Eiblem. Na něm je vedle plastiky věnované Jiřímu Fischerovi též skulptura Václava Skalníka.
Po sametové revoluci v listopadu 1989 byla přejmenována někdejší mariánskolázeňská Fučíkova ulice v místní části Úšovice na ulici Skalníkovu. Dále část parku v Karlových Varech, který Skalník mezi roky 1830 a 1831 založil a budoval, získala po svém zakladateli název Skalníkovy sady.

## Hodnocení
Teoretik architektury a památkář Dušan Riedl, který se ve svém bádání zaměřoval také na historické zahrady, označil Skalníka v Nové encyklopedii českého výtvarného umění za „první velkou tvůrčí osobnost krajinářské architektury v českých zemích“.